# Tragiscoschema holdhausi
Tragiscoschema holdhausi es una especie de escarabajo longicornio del género Tragiscoschema, tribu Tragocephalini, orden Coleoptera. Fue descrita científicamente por Itzinger en 1934.

## Descripción
Mide 11-13 milímetros de longitud.

## Distribución
Se distribuye por Etiopía y Somalia.